# Гребля Алтинкая
Гребля Алтинкая (тур. Altınkaya Barajı) - кам'яно-накидна гребля з глиняним ядром та ГЕС на річці Кизил-Ірмак, за 23 км на південь від Бафри і в 35 км на захід від Самсун на півночі Туреччини. Провідною метою будівництва цієї греблі було виробництво електроенергії та іригація.
Греблю Алтинкая було завершено в 1986 році. Об'єм греблі - 15,920,000 м³, об'єм води у водосховищі - 5,763 млрд м³, площа водосховища - 118.31 км². Утворює водосховище Алтинкая. Воду скидають 1700 м тунелем діаметром 9,8 метра.
Потужність ГЕС - 4 х 175 МВт, встановлена потужність - 700 МВт, даючи щорічне виробництво електроенергії 1,632 млн кВт·год

## Дивись також
- Гребля Боябат - вище за течією
- Гребля Дербент - нижче за течією

## Ресурси Інтернету
- State Hydraulic Works (DSİ), Turkey. General information on Altınkaya Dam, Turkey. Архів оригіналу за 19 жовтня 2013. Процитовано 4 березня 2009.